# Trifolium grandiflorum
Trifolium grandiflorum ist eine Pflanzenart aus der Gattung Klee (Trifolium) in der Unterfamilie der Schmetterlingsblütler (Faboideae) innerhalb der Familie der Hülsenfrüchtler (Fabaceae).

## Beschreibung

### Vegetative Merkmale
Trifolium grandiflorum ist eine einjährige, krautige Pflanze, die Wuchshöhen von 10 bis 30 Zentimetern erreicht.

### Generative Merkmale
Die Blütezeit reicht von April bis Juni. Die endständigenen Blütenstandsschäfte überragen die Laubblätter zwei- bis dreimal. Die köpfchenförmigen Blütenstände sind bei einem Durchmesser von 13 bis 30 Millimetern eiförmig und locker aufgebaut. Die Blütenstiele sind 1 Millimeter lang.
Die zwittrige Blüte ist zygomorph mit doppelter Blütenhülle. Die violette Krone ist 8 bis 10 Millimeter groß.
Die Chromosomenzahl beträgt 2n = 16.

## Vorkommen
Das Verbreitungsgebiet von Trifolium grandiflorum umfasst den östlichen Mittelmeerraum bis zum Iran. In Europa hat sie Vorkommen in Italien, im früheren Jugoslawien, in Albanien, Griechenland, Kreta, in der Türkei und auf der Krim.
Trifolium grandiflorum wächst in Gebüschen und Schluchten in Höhenlagen von 0 bis 1600 Metern. Ihre Standorte liegen oft im Halbschatten.

## Systematik
Die Erstveröffentlichung von Trifolium grandiflorum erfolgte 1767 durch Johann Christian Daniel von Schreber in Nova Acta Physico-Medica Academiae Caesareae Leopoldino-Carolinae Naturae Curiosorum Exhibentia Ephemerides sive Observationes Historias et Experimenta ..., Band 3, Seite 477. Ein Synonym für Trifolium grandiflorum Schreb. ist Trifolium speciosum Willd.
Die Art Trifolium grandiflorum gehört zur Sektion Chronosemium aus der Gattung Klee (Trifolium) in der Unterfamilie der Schmetterlingsblütler (Faboideae) innerhalb der Familie der Hülsenfrüchtler (Fabaceae).